# Алекс Дейболд
А́лекс Дейбо́лд (англ. Alex Deibold; нар. 8 травня 1986, Нью-Гейвен, Коннектикут, США) — американський сноубордист. Бронзовий призер зимових Олімпійських ігор 2014 року з дисципліни сноубордкрос.